# 塔合曼河

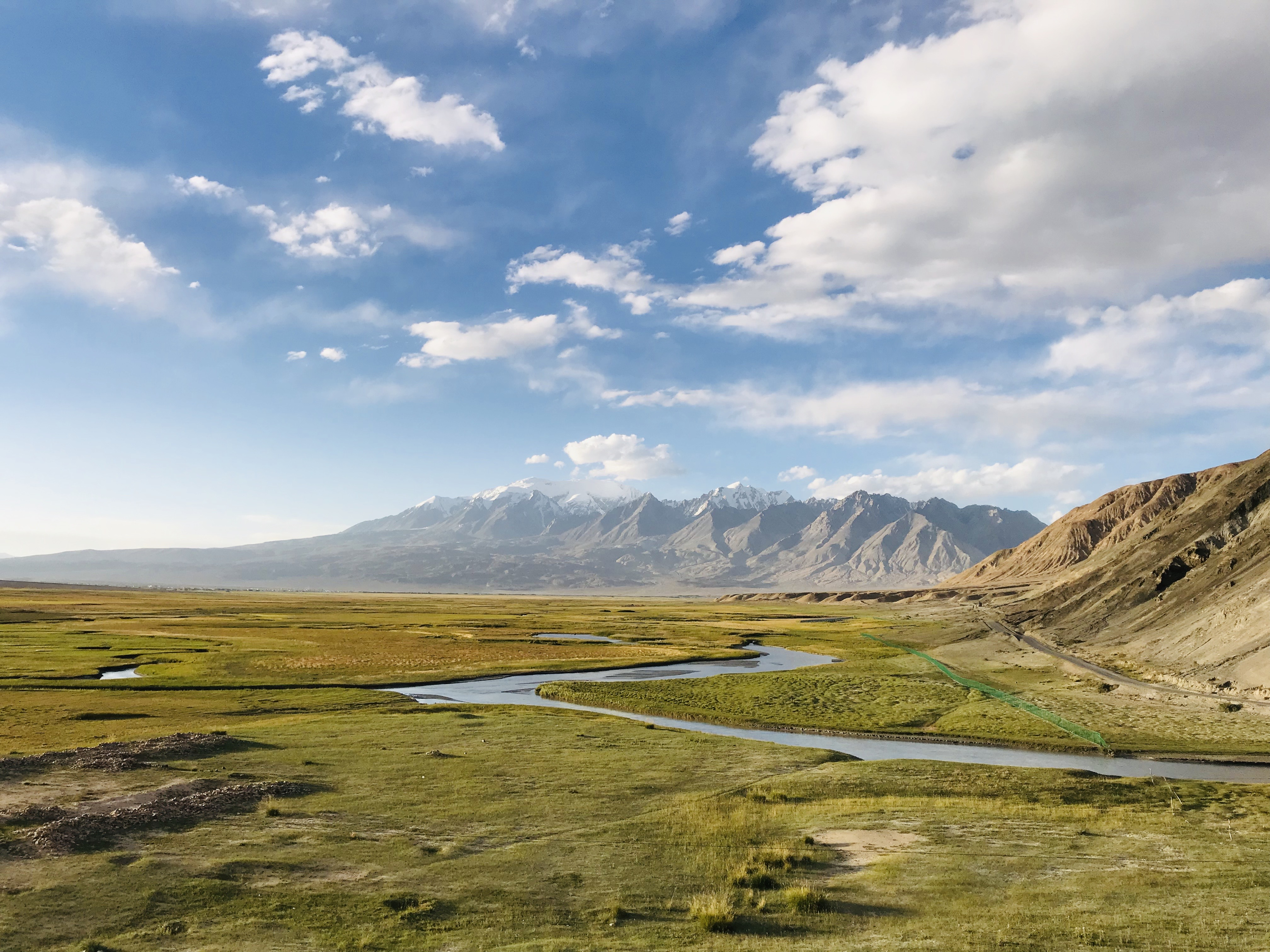
塔合曼河和慕士塔格峰

塔合曼河，又称普塔吾牙河，位于中华人民共和国新疆维吾尔自治区喀什地区塔什库尔干塔吉克自治县西北部地区的一条河流，是塔什库尔干河左岸支流，河名为塔吉克语“四面环山”之意，因流经塔合曼盆地而得名。上游称阔克赛勒苏河，发源于慕士塔格峰西侧、萨雷阔勒岭东坡的苏巴什达坂附近的山区，自西北向东南，流经科克亚尔柯尔克孜族乡和塔合曼乡，于提孜那甫乡东北约6千米处汇入塔什库尔干河。河流全长34.5千米，流域面积1553平方千米，年均径流量约3.17亿立方米。“中巴友谊公路”（314国道）自苏巴什达坂起，一路沿河南下至塔什库尔干县城。